# Le Remplaçant (nouvelle)
Pour les articles homonymes, voir Le Remplaçant.
Le Remplaçant est une nouvelle de Guy de Maupassant, parue en 1883.

## Historique
Le Remplaçant est initialement publiée dans la revue Gil Blas du 2 janvier 1883, sous le pseudonyme Maufrigneuse, puis, la même année, dans le recueil Mademoiselle Fifi. 

## Résumé
Mme Bonderoi, la veuve du notaire, aime les hommes jeunes et beaux. Il y a dix huit mois, elle a « engagé » un Dragon pour venir chaque mardi passer chez elle un moment agréable contre deux pièces de cent sous. La semaine dernière, se sentant indisposé, le titulaire demande au Dragon Paumelle de le remplacer. La veuve n’est pas regardante, et maintenant, chacun a son jour dans la semaine.

## Éditions
- Le Remplaçant, Maupassant, contes et nouvelles, texte établi et annoté par Louis Forestier, Bibliothèque de la Pléiade, éditions Gallimard, 1974  (ISBN 978 2 07 010805 3).